# Chapelle de la Trinité de Prunet-et-Belpuig
Pour les articles homonymes, voir Chapelle de la Trinité.
La chapelle de la Trinité est une chapelle romane située au hameau de Belpuig (commune de Prunet-et-Belpuig), dans le département français des Pyrénées-Orientales en région Occitanie.

## Localisation
La chapelle se situe au cœur des Aspres, à mi-chemin environ entre Bouleternère et Amélie-les-Bains-Palalda, sur la route départementale 618 qui effectue la jonction entre le Conflent (au nord) et le Vallespir (au sud).

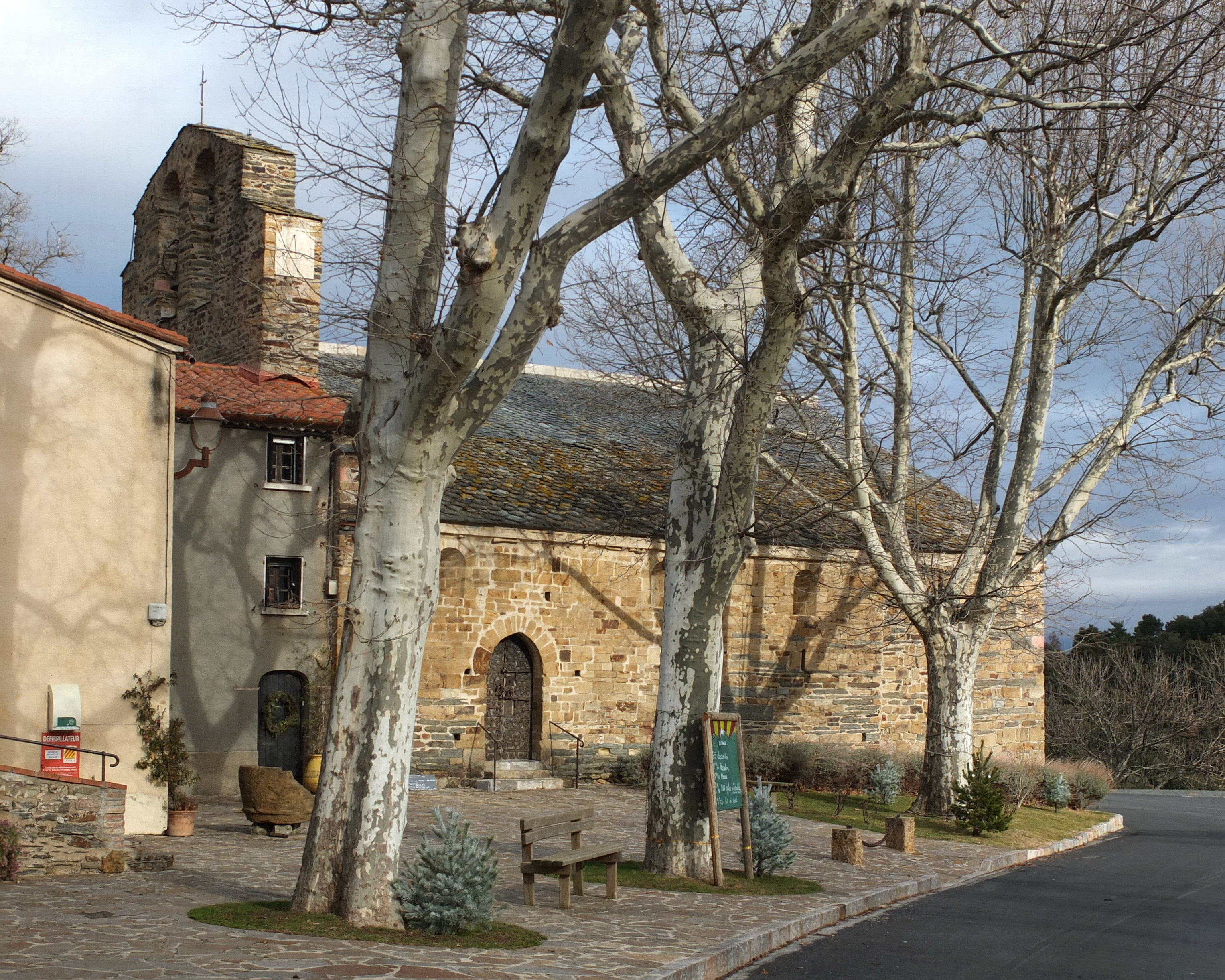
L'église vue du sud.

## Historique
Le relief sur lequel est situé l'église était désigné en 899 sous le nom de Sant Pere de la Serra, ce qui laisse supposer qu'elle existait déjà à cette époque et était l'église paroissiale de ce lieu. On sait également que durant la même période Estève et son épouse Anna, petite fille du comte Berà, y possédaient un alleu.
Sans doute reconstruite, elle est consacrée en 953. Le 26 février 961, après le décès d'Ava de Cerdagne (en), veuve du comte Miron II de Cerdagne, l'église d'Elne se voit délivrer « l'alleu de la Serra, hérité de ses parents, avec les moulins ».
L'édifice actuel date du XIe siècle (nef septentrionale, la plus large, avec la grande abside) et fut agrandi au XIIe siècle, voire au XIIIe siècle. Au XVIIe siècle, l'église changea de vocable : elle fut alors dédiée à la Trinité.
La chapelle fait l'objet d'un classement au titre des monuments historiques depuis le 12 juin 1951.
L'église a été récemment[précision nécessaire] restaurée, ce qui a permis de dégager des traces de peintures murales au-dessus de l'abside. Cette campagne de restauration a aussi donné une seconde jeunesse aux retables baroques qui ornent l'intérieur.

## Architecture

### Architecture extérieure

#### Chevet roman lombard

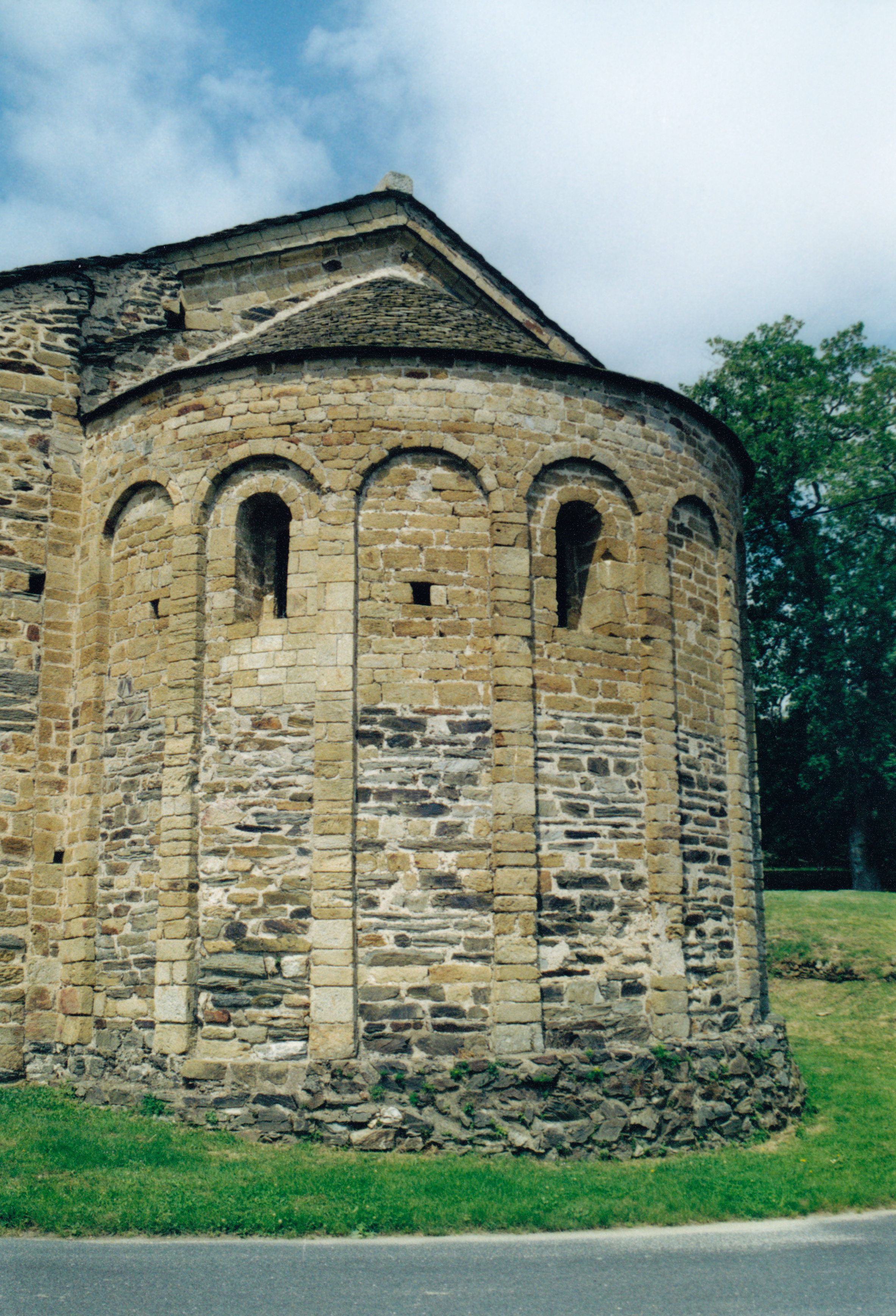
Le chevet roman lombard.

La chapelle de la Trinité possède un beau chevet de style roman lombard à abside unique.
Cette abside, qui repose sur un soubassement en moellons gris, présente une maçonnerie très différente dans sa partie basse et sa partie haute : la partie basse est édifiée en moellons  tandis que la partie supérieure est édifiée en pierre de taille de couleur brune assemblée en petit appareil.
L'abside, percée par endroits de trous de boulin (trous destinés à ancrer les échafaudages), présente une décoration de bandes lombardes composée de lésènes (en pierre de taille sur toute leur hauteur, même dans la partie basse) et d'arcatures. 
L'abside est percée de deux fenêtres à simple ébrasement, surmontées chacune d'un arc en plein cintre composé de pierres posés sur champ.

#### Façade méridionale
La façade méridionale présente deux zones de maçonneries différentes, séparées par un joint marqué.
La partie de droite (environ un tiers de la longueur totale) est percée d'une fine meurtrière et non de fenêtres cintrées, et est surmontée, sous la corniche, d'une frise en damier.
Le reste de la façade méridionale est percé d'une porte surmontée d'un arc brisé, de trois  fenêtres cintrées ainsi que de deux toutes petites fenêtres à linteau monolithe.
Au-dessus de la porte, la corniche est ornée de plusieurs motifs décoratifs, dont la signification est plus ou moins connue, et non dénués d'une certaine fantaisie (escargot…).

Façade méridionale
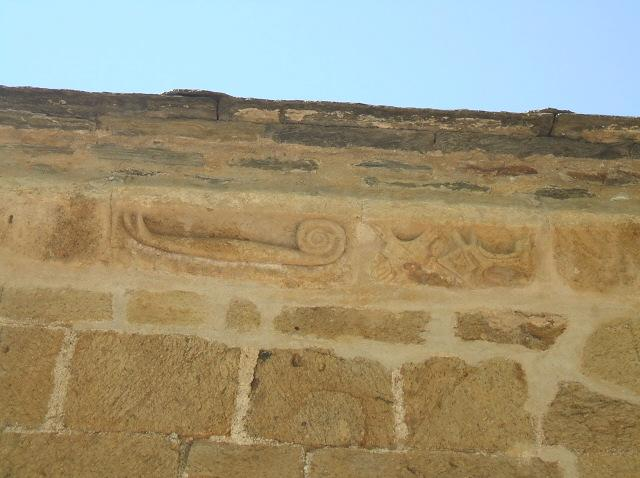
Motifs décoratifs sous la corniche de la partie gauche de la façade.
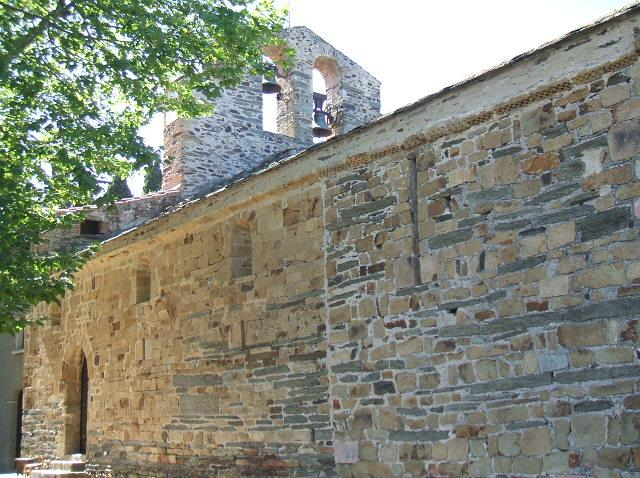
La différence de maçonnerie entre les deux parties de la façade méridionale.
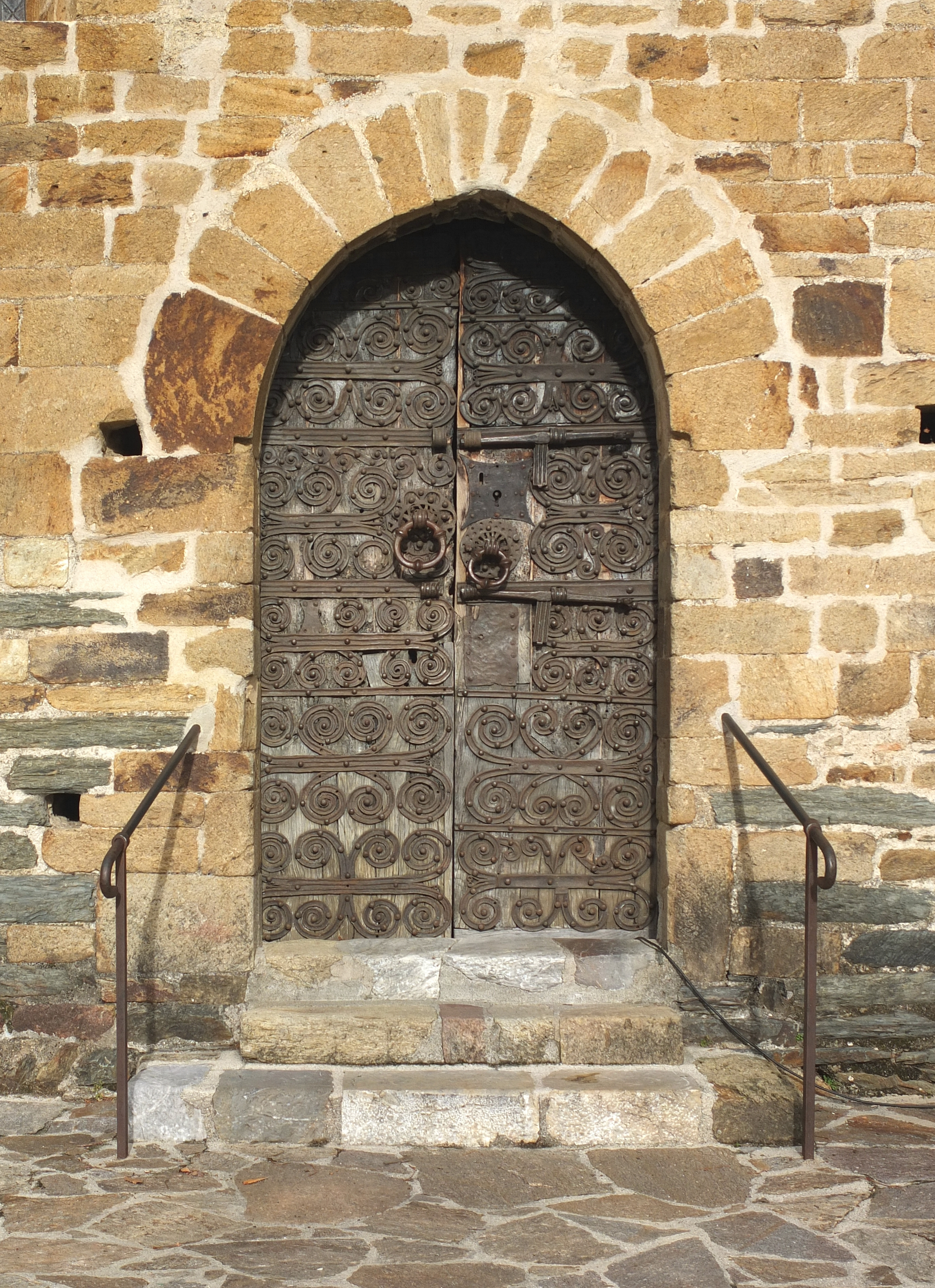
Le portail.
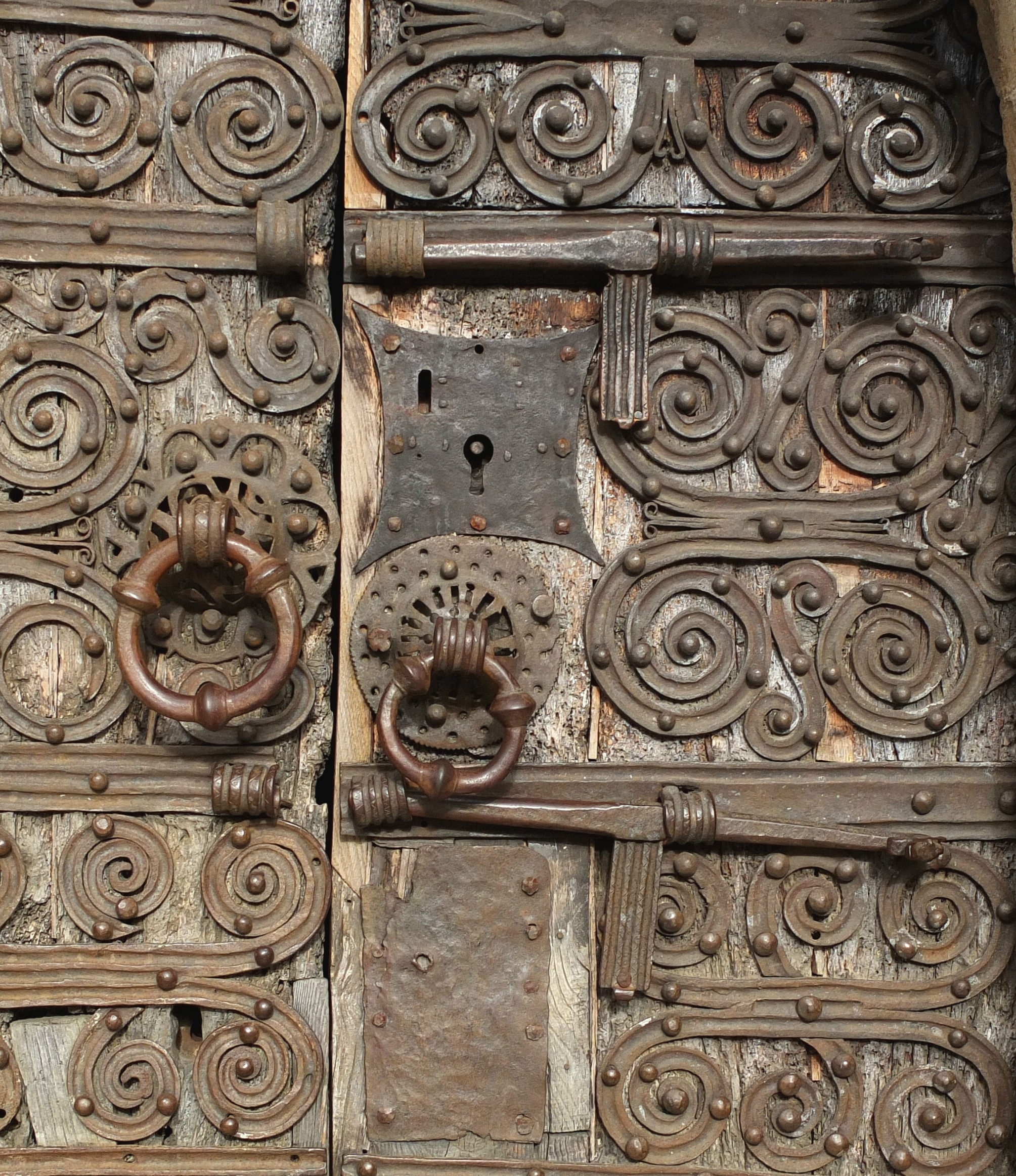
Détail du portail: la serrure.

#### Façade occidentale

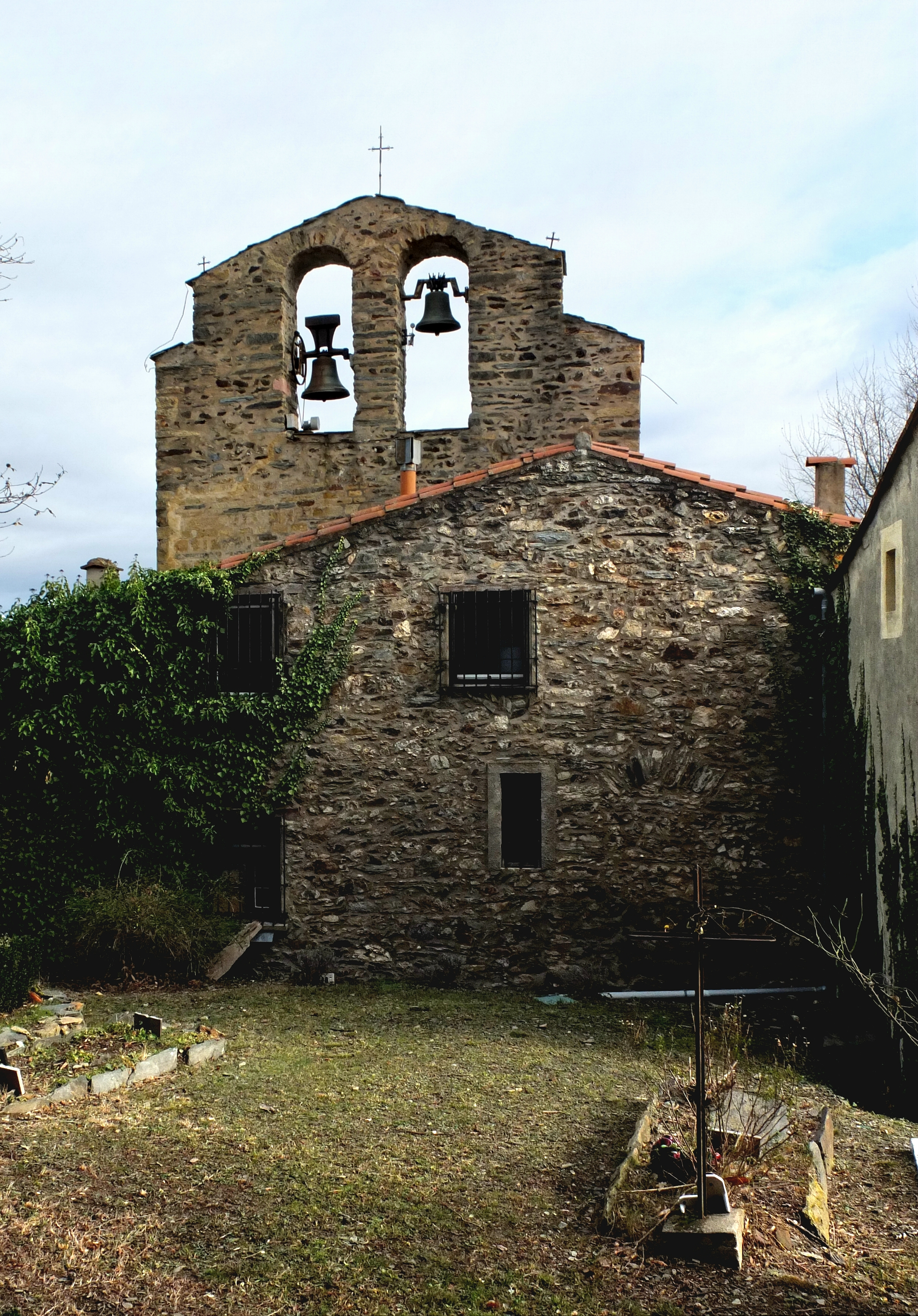
Vue ouest.

La façade occidentale, masquée par un bâtiment moderne, est surmontée par un clocher-mur percé de deux grandes baies campanaires.

### Architecture intérieure
L'église se compose de deux nefs d'inégale largeur. La nef septentrionale, la plus large, terminée par une grande abside semi-circulaire, remonte au XIe siècle.
À la fin du XIIe siècle, on lui a adjoint un collatéral au sud. Afin d'assurer la communication entre les deux vaisseaux, trois arcades en plein cintre furent percées dans l'ancien mur gouttereau. L'ancienne porte méridionale fut conservée et forme une quatrième arche, beaucoup plus étroite.
L'église est intégralement voûtée en pierre : cul-de-four pour l'abside, berceau sur doubleaux (au nombre de trois) pour la nef septentrionale, et demi-berceau pour le collatéral.

## Le mobilier
L'édifice possède plusieurs œuvres dignes d'intérêt.

### Le Christ roman

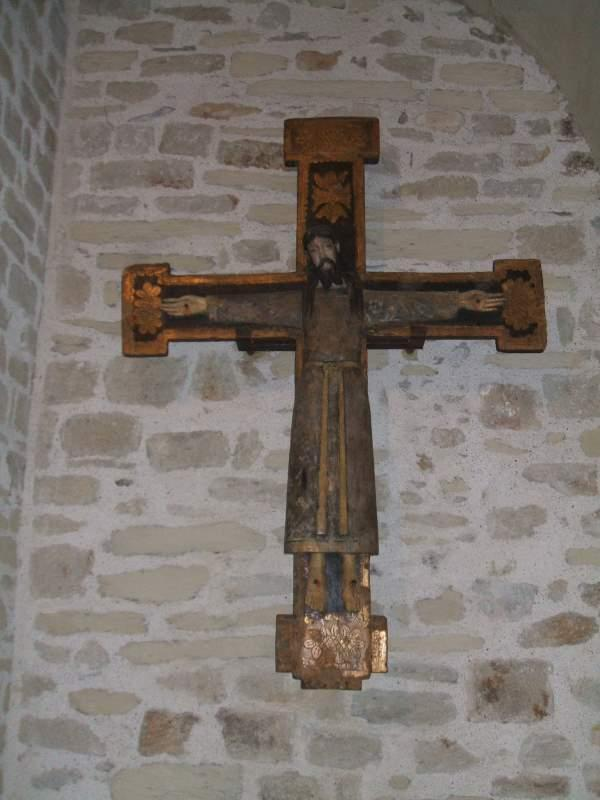
Le Christ roman.

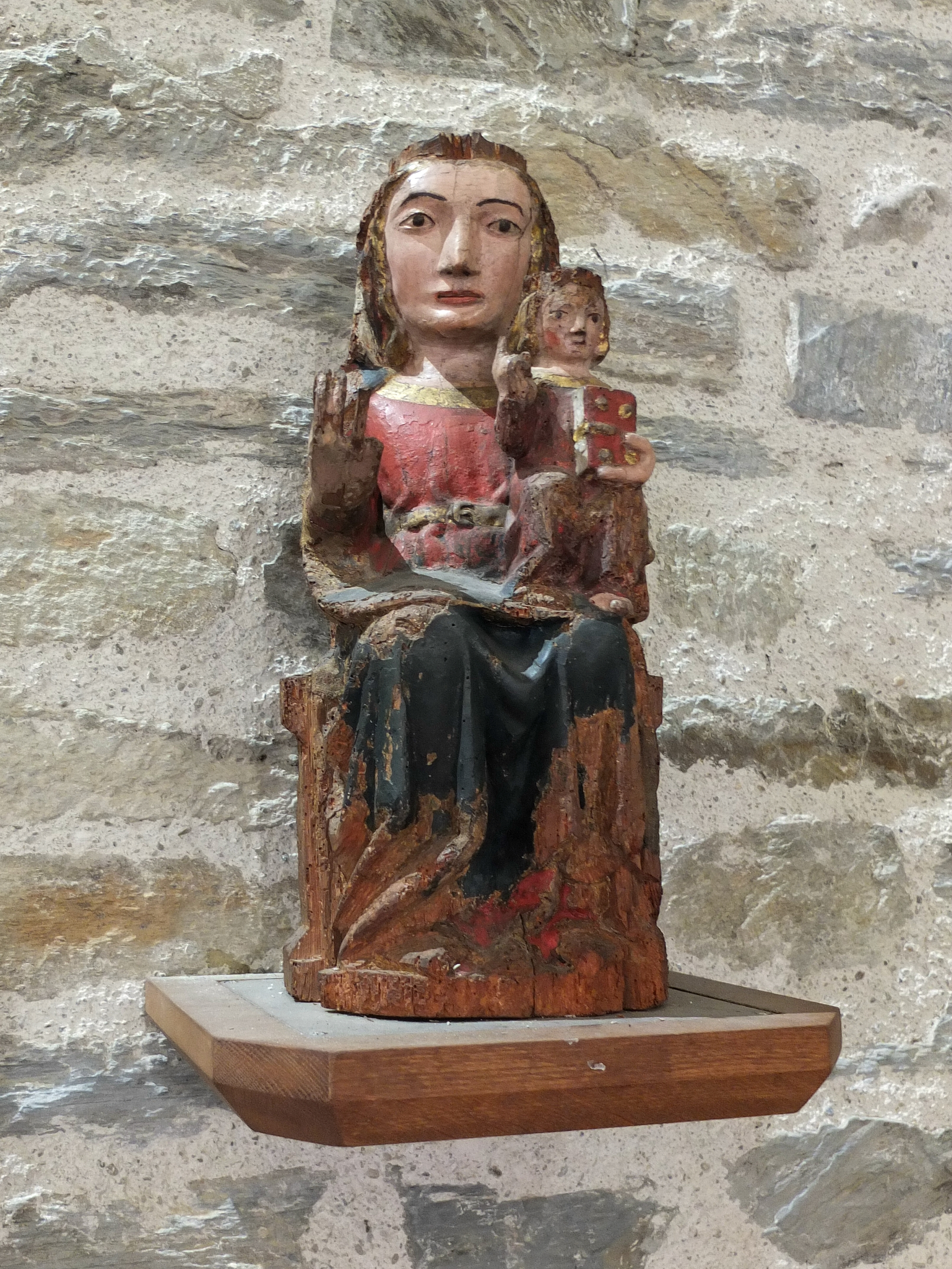
Vierge à l'Enfant.

C'est incontestablement l'objet le plus remarquable à être conservé en ce lieu, et l'un des plus beaux Christs romans des pays catalans[réf. souhaitée].
Datant vraisemblablement du XIIe siècle, il a été malencontreusement endommagé par une « restauration » abusive au XVIIIe siècle : pose d'une nouvelle couche de peinture, dorure de la croix. Heureusement, il a été récemment rétabli dans un état plus proche de l'origine. La statue, de facture plutôt soignée, présente une impression d'apaisement[réf. souhaitée], avec un Christ tenant sa tête légèrement vers la droite.
Lors d'une précédente restauration, on avait trouvé, caché dans le dos du Crucifié, un petit reliquaire en plâtre contenant quelques ossements et gravé de la date "1710". Celle-ci correspond vraisemblablement aux restaurations apportées au Christ et mentionnées ci-dessus.

### Les autres œuvres
- Croix peinte sur ses deux faces, datée du XIVe siècle et de style gothique.
- Vierge assise du XIVe siècle, qui proviendrait de l'église Saint-Étienne de Prunet.
- "Capelleta" baroque (autel portatif)
- Retable de la Trinité (daté de 1698), au fond de la nef, contre le mur septentrional, et récemment restauré
- Retable du maître-autel.